# Unión Deportiva Atlético Gramenet
L'Unión Deportiva Atlètica Gramenet, spesso conosciuta come Gramenet è una società calcistica con sede a Santa Coloma de Gramenet, in Catalogna, in Spagna. Milita nella Tercera División, la quarta serie del campionato spagnolo.

## Storia
Fondato nel 1928 come F.C. Gramenet, si fuse nel 1945 con altre due società: l'U.D. Colomense ed il C.F. Baleares, dando vita all'U.D.A. Gramanet. 
Nel 1995 il club assorbe altre due società: l'U.D. Obreros ed il C.D. Milán, dando vita all'attuale club.

## Tornei nazionali
- 1ª División: 0 stagioni
- 2ª División: 0 stagioni
- 2ª División B: 18 stagioni
- 3ª División: 18 stagioni

## Stagioni
| Stagione    | Categoria | Posizione |  |
| ----------- | --------- | --------- |  |
| 1956/57     | 3ª        | 3°        |  |
| 1957/58     | 3ª        | 8°        |  |
| 1958/59     | 3ª        | 14°       |  |
| 1959/60     | Regionali | —         |  |
| 1960/61     | 3ª        | 9°        |  |
| 1961/62     | 3ª        | 12°       |  |
| 1962/63     | 3ª        | 14°       |  |
| dal 1963-64 | Regionali | —         |  |
| al 1967-68  | Regionali | —         |  |
| 1968/69     | 3ª        | 15°       |  |
| 1969/70     | 3ª        | 11°       |  |
| dal 1970-71 | Regionali | —         |  |
| al 1979-80  | Regionali | —         |  |

| Stagione    | Categoria | Posizione |  |
| ----------- | --------- | --------- |  |
| 1979/80     | 3ª        | 10°       |  |
| 1980/81     | 3ª        | 19°       |  |
| dal 1981-82 | Regionali | —         |  |
| al 1985-86  | Regionali | —         |  |
| 1986/87     | 3ª        | 15°       |  |
| 1987/88     | 3ª        | 9°        |  |
| 1988/89     | 3ª        | 12°       |  |
| 1989/90     | 3ª        | 8°        |  |
| 1990/91     | 3ª        | 11°       |  |
| 1991/92     | 3ª        | 1°        |  |
| 1992/93     | 3ª        | 2°        |  |
| 1993/94     | 2ªB       | 1°        |  |
| 1994/95     | 2ªB       | 2°        |  |

| Stagione | Categoria | Posizione |  |
| -------- | --------- | --------- |  |
| 1995/96  | 2ªB       | 8°        |  |
| 1996/97  | 2ªB       | 3°        |  |
| 1997/98  | 2ªB       | 10°       |  |
| 1998/99  | 2ªB       | 6°        |  |
| 1999/00  | 2ªB       | 3°        |  |
| 2000/01  | 2ªB       | 1°        |  |
| 2001/02  | 2ªB       | 7°        |  |
| 2002/03  | 2ªB       | 4°        |  |
| 2003/04  | 2ªB       | 5°        |  |
| 2004/05  | 2ªB       | 16°       |  |
| 2005/06  | 2ªB       | 4°        |  |

| Stagione | Categoria | Posizione |  |
| -------- | --------- | --------- |  |
| 2006/07  | 2ªB       | 11°       |  |
| 2007/08  | 2ªB       | 8°        |  |
| 2008/09  | 2ªB       | 6°        |  |
| 2009/10  | 2ªB       | 15°       |  |
| 2010/11  | 2ªB       | 18°       |  |
| 2011/12  | 3ª        | -         |  |

## Palmarès

### Competizioni nazionali
- Segunda División B: 2

1993-1994, 2000-2001

### Altri piazzamenti
- Segunda División B:

Secondo posto: 1994-1995 (gruppo III)
Terzo posto: 1996-1997 (gruppo III), 1999-2000 (gruppo III)
- Copa Catalunya:

Finalista: 1989-1990